# Chiesa dei Santi Nazaro e Celso (Brienno)
La chiesa dei Santi Nazaro e Celso è la parrocchiale di Brienno, in provincia e diocesi di Como; fa parte del vicariato di Cernobbio.
L'edificio si trova nel centro storico del paese, in posizione a picco sul lago di Como.

## Storia
L'attuale chiesa fu costruita nel XVII secolo in stile barocco, sulla base di una precedente cappella databile all'XI secolo e attestata nella pieve di Nesso a partire dalla fine del XIII secolo. Tracce dell'originario edificio in stile romanico si conservano nella parte più bassa del campanile.

## Descrizione
Al suo interno, la chiesa conserva vetrate primocinquecentesche e la pala d'altare di Enea Salmeggia Madonna col Bambino e i santi Domenico e Caterina da Siena, opera datata 1618 che un tempo si trovava nella vicina casa parrocchiale.
Altri dipinti conservati nella chiesa sono:
- una Madonna col Bambino e alcuni santi, antica pala realizzata dai fratelli Giovan Battista e Giovanni Paolo Recchi,
- un polittico eseguito nel 1508 da Andrea de Passeri, opera che orna la sacrestia.[8]

La chiesa ospita inoltre una presunta reliquia di Federico Barbarossa, nello specifico, un dente racchiuso in una pergamena del Trecento.